# シベニクの聖ヤコブ大聖堂
シベニクの聖ヤコブ大聖堂（クロアチア語Katedrala sv. Jakova英語：Cathedral of St. James, Šibenik）はクロアチアのシベニクにあるカトリックの大聖堂であり、シベニク司教座がおかれている。大聖堂は2000年にユネスコの世界遺産に登録された（ID963）。レンガや木の補助を全く使わず建てられた石造建築の教会としては、世界で一番大きい。

## 歴史
教会の建造は1402年に始まったが、建設計画はシベニクが市になった1298年からあった。1431年には当時の教会を現存する教会にする工事が始まり、数多くのヴェネツィアとこの地の職人たちがゴシック様式のものを建立した。
1441年、市の大評議会 (the Grand City Council) が巨匠ジョルジョ・オルシーニに仕事を委嘱した。彼は身廊と後陣を加えて大聖堂を拡大し、丸天井を載せる準備を整えた。また、外側と洗礼堂に置かれた71の小さな人間の頭を含む様々な石造彫刻による装飾を付け加えた。ジョルジョ・オルシーニは1475年に死ぬまでこの大聖堂の造営に携わった。 
1475年から1536年の間に、造営作業はトスカーナの巨匠、ニッコロ・ディ・ジョヴァンニ・フィオレンティーノ(「フィレンツェのニッコロ」)が指揮をとった。彼はルネサンス様式で建築を継続し、丸天井、聖ミカエル、聖ヤコブ、聖マルコの像などの外部の彫刻、さらに屋根とファサードの上部を完成させた。彼はまた、the triforias (平行廊) をつくり、司祭館と祭壇の造営にも携わった。彼が1505年に死んだ後、造営は他のヴェネツィア人と地元の職人の集団によって最終的に完成させられた。 
大聖堂は公式には1555年に献堂された。
教会のドームは、ユーゴスラビア人民軍の支援を受けたセルビア人部隊による1991年9月のシベニク砲撃の間に大規模に破壊された。しかし数年で、外観は速やかにほとんど損傷のない状態に修復された。

## 登録基準
この世界遺産は世界遺産登録基準のうち、以下の条件を満たし、登録された（以下の基準は世界遺産センター公表の登録基準からの翻訳、引用である）。
- (1) 人類の創造的才能を表現する傑作。
- (2) ある期間を通じてまたはある文化圏において、建築、技術、記念碑的芸術、都市計画、景観デザインの発展に関し、人類の価値の重要な交流を示すもの。
- (4) 人類の歴史上重要な時代を例証する建築様式、建築物群、技術の集積または景観の優れた例。